# Sherida Spitse
Sherida Spitse, född den 29 maj 1990 i Sneek, är en nederländsk fotbollsspelare (mittfältare) som spelar för Twente i den nederländska högstadivisionen. Tidigare har hon även representerat Heerenveen och norska LSK Kvinner FK.

## Klubbmeriter
Säsongerna 2014-2016 blev Spitse såväl norsk ligamästare som cupmästare med Lilleström. Säsongen 2012/2013 blev hon ligamästare med Twente i BeNe League, en serie där både belgiska och nederländska lag spelade. Säsongen 2016/2017 blev hon tvåa med Twente i den nederländska ligan, som nu spelas utan belgiska lag, endast slagna av Ajax.

## Landslagsmeriter
Sherida Spitse spelade alla matcher för Nederländerna i EM på hemmaplan år 2017, där landet även stod som slutsegrare efter finalvinst mot Danmark med 4-2. Spitse blev målskytt i finalen och gjorde även mål i gruppspelsmatcherna mot Danmark och Belgien.
Spitse var också en del av det nederländska landslag som spelade i VM i Kanada år 2015. Där blev det 90 minuters speltid i samtliga landets matcher i turneringen. I gruppspelet ställdes Nederländerna mot Nya Zeeland (vinst 1-0), Kina (förlust 0-1), Kanada (oavgjort 1-1) och i åttondelsfinalen Japan (förlust 1-2).
Spitse har europeiskt rekord i antalet flest matcher i landslag, i detta fallet som en del av det nederländska landslag. 29 maj 2025 hade hon spelat 241 matcher.